# 真弓&勝成のExpert GOLF
『真弓&勝成のExpert GOLF』（まゆみアンドかつなりのエキスパートゴルフ）は、2012年4月5日からサンテレビで放送されているゴルフ番組である。放送時間は毎週木曜 23:00 - 23:30 （日本標準時）。

## 概要
サンテレビが過去に放送してきた『真弓明信のおもいっきりゴルフ』、『アスリートゴルフ』、『江連忠のGRADE.GOLF』と同様に、野球解説者である真弓明信を起用したゴルフ番組。真弓が毎回プロゴルファーの高橋勝成から指導を受けながらコースを回り、ゴルフのテクニックを向上させる模様を放送している。
2023年4月からは、チャンネル700でも放送開始される。
2024年4月からはBSJapanext→BS10でも放送開始される。

## 出演者
- 真弓明信
- 高橋勝成
- 中村麻里子 - アシスタント、2018年4月5日 - 9月[2]、2022年4月 - [3]
- 吉川亜樹 - アシスタント
- 万田さざめ - ナレーション